# Vila Chã (Vila do Conde)
Vila Chã is een plaats (freguesia) in de Portugese gemeente Vila do Conde en telt 2957 inwoners (2001).